# Setna Królowa
Setna Królowa (ang. The Hundredth Queen) – debiutancka powieść kanadyjsko-amerykańskiej pisarki Emily R. King. To romans fantasy skierowany do kategorii wiekowej young adult. Książka została wydana 1 czerwca 2017 przez wydawnictwo Skyscape. Polskie tłumaczenie ukazało się 25 stycznia 2019 nakładem Wydawnictwa Kobiece w tłumaczeniu Ryszarda Oślizło. W 2017 Setna Królowa zdobyła dwie nagrody The Whitney Awards w kategoriach Novel of the Year Youth Fiction oraz Best Novel by a Debut Author.

## Fabuła
Osiemnastoletnia Kalinda została porzucona jako niemowlę i wychowana w świątyni. Od lat męczy ją tajemnicza choroba objawiająca się nieustającą gorączką. Gdy kobiecie zajmującej się jej przypadkiem udaje się stworzyć lek zatrzymujący objawy, Kalinda tak jak pozostałe siostry zaczyna ćwiczyć sztuki walki. 
Pewnego dnia do świątyni przybywa radża, który jako osoba utrzymująca świątynie ma prawo wybrać sobie z niej dowolną kobietę i uczynić ją żoną, kurtyzaną, lub służką. Kalinda chcąc zostać przy przyjaciółce bardzo nie chce zostać przez niego wskazana, jednak ostatecznie to ona ma stać się jedną ze stu żon radży. Jednocześnie oznacza to, że będzie musiała stoczyć bój z innymi kobietami, które pragną zająć jej miejsce.